# Naranja X
Naranja X (anteriormente conocida como Tarjeta Naranja o simplemente NX) es un Fintech argentina con sedes principales en la Ciudad de Córdoba y Buenos Aires. Fundada en 1985, Naranja X ofrece una amplia gama de servicios financieros, incluyendo préstamos, tarjetas de crédito y diversos productos dentro de su ecosistema financiero.

## Historia

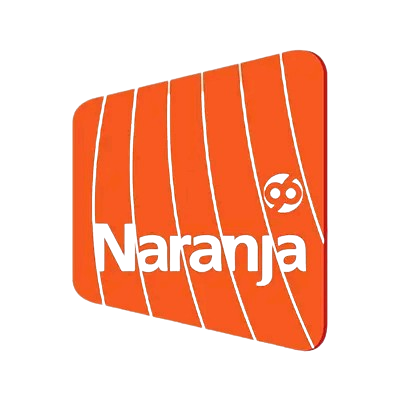
Logo de Tarjeta Naranja utilizado entre 2012 y 2017

Fundada en 1985, Tarjeta Naranja comenzó en Córdoba con el objetivo de ofrecer financiamiento interno a los clientes de la tienda de deportes Salto 96, creada por los empresarios y profesores de educación física David Ruda y Gerardo Asrin. Gerardo Asrin falleció en 2017.
En 1995, la incorporación de Banco Galicia como accionista, mediante la compra del 49% del paquete accionario, impulsó la expansión de Tarjeta Naranja en toda Argentina, en 1998 el banco aumentaría su participación accionaria del 49% al 80% mediante aportes de capital y la compra de más acciones a los socios Ruda y Asrin.
Posteriormente, la empresa se centró en brindar servicios financieros principalmente a través de tarjetas de crédito, con un enfoque en la accesibilidad y la inclusión financiera. A lo largo de los años, ha expandido sus servicios y establecido una amplia red de sucursales y puntos de atención en todo el país.
Naranja X ofrece una variedad de productos financieros, incluyendo tarjetas de crédito, préstamos personales y seguros. La compañía se ha destacado por su presencia en la comunidad y su compromiso con ofrecer soluciones financieras a diversos segmentos de la población.
En 2017, la empresa cambió su identidad y pasó a llamarse simplemente Naranja, con el objetivo de expandir su portafolio de productos y convertirse en un ecosistema de soluciones digitales. En 2018, se fusionó con Tarjeta Nevada, extendiendo su presencia a Mendoza y San Juan.
Con dos sedes principales en Córdoba y Buenos Aires, Naranja X ha consolidado su presencia en todo el territorio argentino con una red de más de 180 sucursales. Respaldada por un equipo de más de 3.000 colaboradores, la firma se destaca en el ámbito financiero argentino por su compromiso y expansión a nivel nacional.